# Franjo Fiala
Franjo Fiala (Brno, 14. travnja 1861. – Sarajevo, 28. siječnja 1898.) bosanskohercegovački arheolog i kemičar. 

## Životopis
Fiala je rođen u Brnu u Češkoj gdje je završio osnovnu školu i Visoku tehničku školu, smjer kemija. Nakon završenog studija 1886. postao je kemičar u tadašnjoj tvornici duhana u Sarajevu. U slobodno vrijeme bavio se botanikom i arheologijom.
Kustosom prapovijesne arheologije Zemaljskog muzeja u Sarajevu postao je 1892. Vodio je razna arheološka iskapanja: na Debelom brdu u Sarajevu, u Butmiru i u Ripču kraj Bihaća, ilirskih grobova na Glasincu i u Sanskom Mostu te rimskih naselja u Stocu i u Ljubuškome. Osim objava u Glasniku Zemaljskog muzeja, objavio je djelo "Neolitičko naselje Butmir, II" (Die neolitische Station von Butmir, II, 1898).